# Triorla striola
Triorla striola är en tvåvingeart som först beskrevs av Fabricius 1805.  Triorla striola ingår i släktet Triorla och familjen rovflugor. Inga underarter finns listade i Catalogue of Life.